# Capela de Nossa Senhora da Penha de França (Faial)
A capela de Nossa Senhora da Penha de França é uma capela na ilha da Madeira, em Portugal, mais especificamente no sítio da Fazenda, na freguesia do Faial, concelho de Santana. É uma ermida católica escavada numa rocha (penha) e datada do século XVII, mas com origens mais remotas. Segundo consta, na mesma rocha outrora haveria uma mesquita construída por escravos muçulmanos (mouriscos), que teria sido descoberta e destruída por um natural da zona e substituída por aquele pequeno templo cristão.

## História
Consta que, no século XVI, havia uma mesquita improvisada no local, escavada na pedra por escravos muçulmanos oriundos das Áfricas, fugidos dos donos madeirenses, e que lhes servia de refúgio. Irvão Teixeira terá descoberto e destruído a mesquita e criado, no mesmo sítio, uma capela cristã. Uma referência a esta história é um artigo do Correio da Madeira, de 22 de setembro de 1922, da autoria do padre Fernando de Meneses Vaz.
Em 1685 (data inscrita sobre a portela), fundou-se a atual capela pelas mãos de António Teixeira Dória, descendente de Irvão Teixeira e 5.º neto do 1.º donatário de Machico, Tristão Vaz Teixeira.
Em 1904, João Teodoro Figueira, então proprietário da capela, vendeu-a à família dos atuais donos e procedeu a algumas reparações. Em 1984, no 3.º domingo de outubro, reinstituiu-se a antiga romaria da Penha de França. Em 1996, deram-se obras de conservação geral pela Direção Regional dos Assuntos Culturais.

## Descrição
É um edifício de arquitetura religiosa, popular e maneirista, envolvido por adro cimentado e murado. A capela é escavada num tufo vulcânico vermelho e tem a fachada rasgada por um portal de arco de volta perfeita (de cantaria vermelha do Cabo Girão), com a data de 1685 inscrita na chave do arco. As portadas são de madeira vermelho-escura. A cobertura, em alvenaria pintada de branco, é encimada por uma cruz latina (de cantaria vermelha do Cabo Girão) sobre um acrotério e por uma sineira com um sino de bronze dourado.
No interior, a rocha forma um teto em abóbada de berço irregular e existe um pequeno altar de cantaria maneirista. No lado da Epístola, há uma pequena pia de água-benta e, nas paredes laterais, dois pequenos nichos escavados na rocha, formando pequenos armários. Ao fundo, um retábulo-mor, constituído por nicho em arco de volta perfeita, aberto num bloco rectangular de cantaria do Cabo Girão.